# سوني إريكسون إكسبيريا إكس10 ميني
سوني اريكسون اكسبيريا اكس10 ميني (بالإنجليزية: Sony Ericsson Xperia X10 Mini)‏ هو هاتف ذكي من سوني موبايل كوميونيكيشنز يعمل بنظام أندرويد، تم طرحه في الأسواق في 2010.

## الخصائص
- نظام التشغيل: أندرويد
- الشاشة: إل سي دي
- الوزن: 88 غرام
- المعالج: 600 ميجا هرتز
- الذاكرة: 256 ميجابايت
- التخزين: 2 جيجابايت

## سوني اريكسون اكسبيريا اكس 10 ميني برو
سوني اريسكون x10 mini pro هو هاتف ذكي من عائلة XPERIA. وهو ثاني جهاز من سوني اريكسون يحمل نظام أندرويد. وأيضا هو اصغر الهواتف الحاملة لنظام اندرويد حتى الآن. ويحمل لوحة مفاتيح.

### الشاشة
- النوع: الشاشة LCD LED Backlit مزودة بـ Sony Mobile BRAVIA Engine وبـ 16 مليون لون
- الابعاد: 3 انش بدقة 320 × 480 بكسل.
- وأيضا هناط خاصية دعم اللمس المتعدد Multi Touch.
- ويوجد طبقة زجاجية مضادة للخدش.
- وهناك حساس Proximity وحساسات Accelerometer

### النظام
- الإصدار Android 2.3، Gingerbread
- الذاكرة الخارجية 2 جيجابايت مرفقة، ودعم حتى 32 جيجابايت
- الذاكرة الداخلية 400 ميجابايت
- الذاكرة العشوائية 512 ميجابايت

### الكاميرا
- 5 ميجا بكسل مع Auto Focus وفلاش LED وحساس للابتسامات و Touch Focus و Multi AF
- تصوير فيديوفيديو عالي الوضوح بدقة 720p حتى 30 فريم بالثانية
- كاميرا امامية بدقة VGA